# Zwaddesloot
De Zwaddesloot (Fries: Swaddesleat) is een sloot op de grens van de gemeenten Noardeast-Fryslân en Achtkarspelen in de Nederlandse provincie Friesland. De Friese naam Swaddesleat geldt sinds 15 maart 2007 als de officiële naam.

## Loop
De sloot takt iets ten oostnoordoosten van het sportpark de Zwadde en iets ten noordwesten van het gehucht Laagland (Leechlân) af van de Zwadde en stroomt vervolgens naar het oosten. Nadat de Zwaddesloot in zuidelijke richting het Swaddepaed ("Zwaddepad") heeft gekruist, loopt deze met een haakse bocht om het bedrijventerrein 'De Swadde' van Buitenpost heen (dat ernaar vernoemd is) om vervolgens met veel haakse bochten haar weg te vervolgen door het weidegebied ten oosten van Buitenpost. Ten zuiden van het erf Trekweg 4 (iets ten noordwesten van De Laatste Stuiver en iets ten zuidoosten van Augsbuurt/Lutjewoude) kruist de Zwaddesloot de N910 en eindigt vervolgens in de Stroobossertrekvaart.
Andreae denkt dat de sloot in een later stadium dan de Zwadde is gegraven om de waterafvoer te verbeteren.